# Jorge II, Duque de Saxe-Meiningen
Jorge II, Duque de Saxe-Meiningen (2 de Abril de 1826 - 25 de Junho de 1914) foi o penúltimo duque de Saxe-Meiningen, reinando de 1866 até à sua morte.

## Família e primeiros anos
Jorge foi o único varão dos dois filhos do duque Bernardo II de Saxe-Meiningen e da sua esposa, a princesa Maria Frederica de Hesse-Cassel. O seu nascimento foi um alivio para o ducado visto que a sucessão estava em risco devido à falta de herdeiros masculinos na família. Jorge seria filho único até aos dezassete anos de idade, quando nasceu a sua irmã Augusta em 1843.
Jorge passou a infância com os pais e a avó, a duquesa-viúva Luísa Leonor. Foi a sua avó que lhe transmitiu o orgulho nas suas origens e o sentido de dever necessário necessário para governar um ducado.
Em 1862, a sua única irmã casou-se com o príncipe Maurício de Saxe-Altemburgo, um filho do duque Jorge de Saxe-Altemburgo. Os dois foram pais do duque Ernesto II de Saxe-Altemburgo, último duque desse ducado.

## Duque de Saxe-Meiningen
Jorge sucedeu ao seu pai como duque de Saxe-Meiningen quando este foi forçado a abdicar no dia 20 de Setembro de 1866 após a derrota da Áustria na Guerra Austro-Prussiana. Ao contrário do seu pai, Jorge manteve-se leal aos prussianos durante a guerra e foi compensado com uma posição como Tenente-General no exército prussiano. Também ao contrário dos seus pais, o jovem duque conhecia suficientemente as políticas prussianas para ver as suas atitudes como impraticáveis. Durante a Guerra Franco-Prussiana, Jorge liderou dois regimentos de soldados de Meiningen e teve a honra de capturar os primeiros franceses na Batalha de Froeschweiler. Lutou notavelmente todas as batalhas durante a guerra. Jorge estava no batalhão de Guilherme I quando este entrou em Paris e seria um amigo chegado do imperador até à sua morte.

## Casamentos

### Primeiro

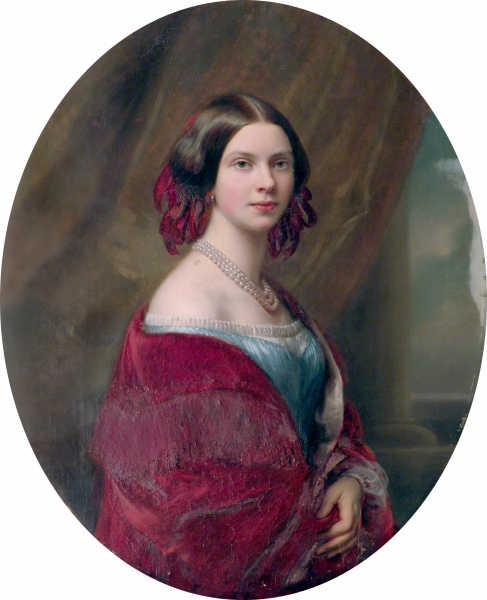
Carlota Frederica da Prússia.

Jorge casou-se pela primeira vez em Charlottenburg, no dia 18 de Maio de 1850 com a princesa Carlota Frederica da Prússia. A princesa era a filha mais velha do príncipe Alberto da Prússia e da princesa Mariana dos Países Baixos e era neta do rei Frederico Guilherme III da Prússia e do rei Guilherme I dos Países Baixos.
Tiveram quatro filhos:
1. Bernardo III de Saxe-Meiningen (1 de Abril de 1851 - 16 de Janeiro de 1928), casado com a princesa Carlota da Prússia; com descendência.
2. Jorge Alberto de Saxe-Meiningen (12 de Abril de 1852 - 27 de Janeiro de 1855), morreu aos dois anos de idade.
3. Maria Isabel de Saxe-Meiningen (23 de Setembro de 1853 - 22 de Fevereiro de 1923), sem descendência.
4. Um filho (29 de Março de 1855 - 30 de Março de 1855).

O casal teve um noivado curto, já que o casamento foi por amor. Entre outras prendas de casamento receberam uma opulente villa no Lago Como da mãe de Carlota. Recebeu o nome de Villa Carlotta em honra da noiva. O casal passou os cinco anos seguintes entre Berlim e Potsdam, mas regressavam sempre a Meiningen para o nascimento dos filhos.
No dia 27 de Janeiro de 1855, o seu segundo filho Jorge morreu. Carlota viria a segui-lo três meses depois, morrendo durante o parto do seu último filho e deixando Jorge inconsolável. Sucedeu ao seu pai como duque em 1866, onze anos depois da morte de Carlota.

### Segundo

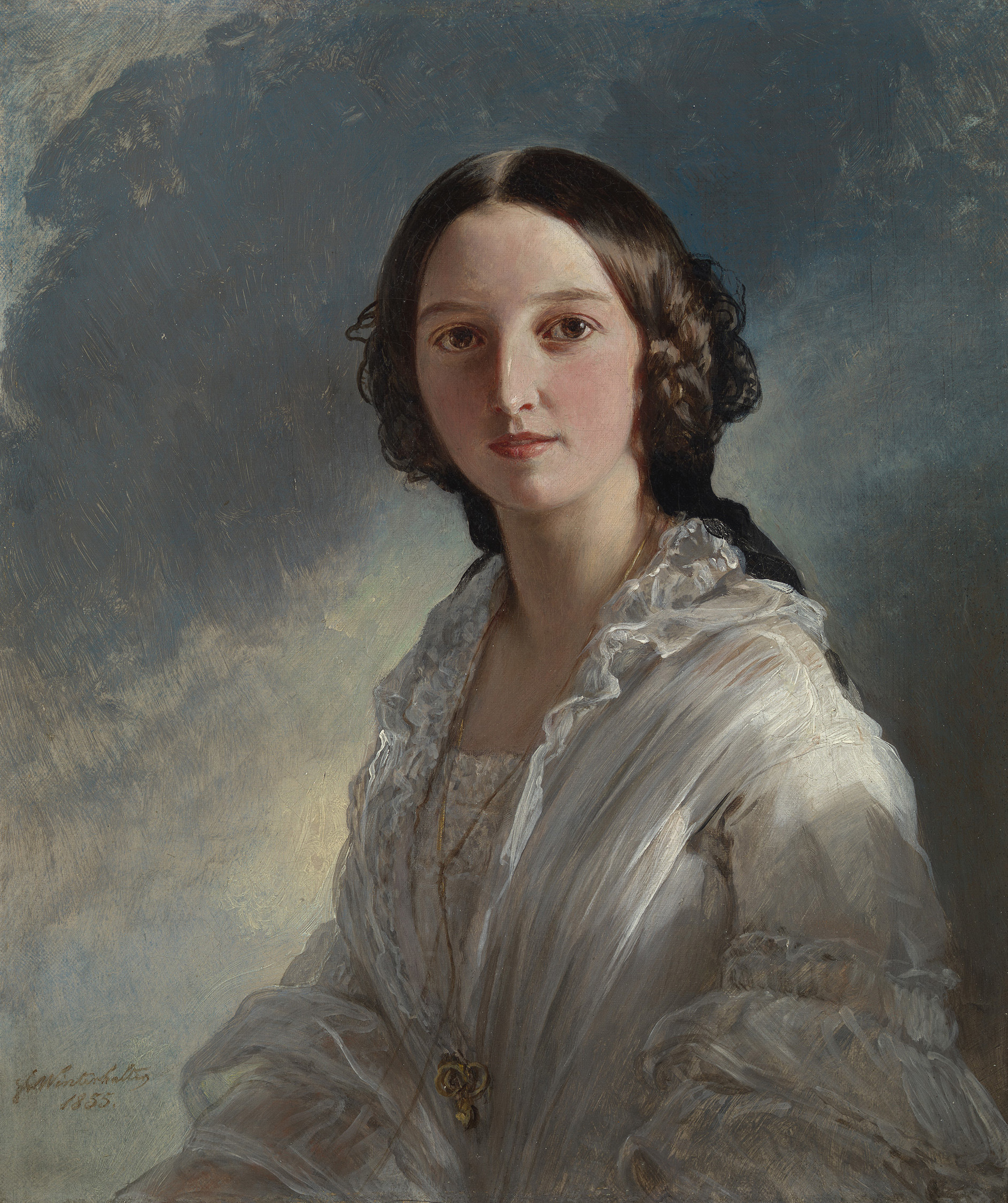
Feodora de Hohenlohe-Langenburg.

Apesar de estar viúvo há pouco tempo, Jorge começou imediatamente à procura de uma nova esposa para dar uma mãe aos seus dois filhos. Jorge conheceu a sua segunda esposa, a princesa Feodora de Hohenlohe-Langenburg, quando estava a caminho de Itália e os dois ficaram noivos quase imediatamente. Feodora era sobrinha da rainha Vitória do Reino Unido, sendo filha da meia-irmã desta, a princesa Feodora de Leiningen e do seu marido, o príncipe Ernesto I de Hohenlohe-Langenburg. Os dois casaram-se no dia 23 de Outubro de 1858 em Langenburg.
Tiveram três filhos:
1. Ernesto, Príncipe de Saxe-Meiningen (27 de Setembro de 1859 - 29 de Dezembro de 1941), casado com Katharina Jensen; com descendência.
2. Frederico João de Saxe-Meiningen (12 de Outubro de 1861 - 23 de Agosto de 1914), morto durante a Primeira Guerra Mundial; casado com a princesa Adelaide de Lippe-Biesterfeld; com descendência.
3. Vítor de Saxe-Meiningen (14 de Maio de 1865 - 17 de Maio de 1865).

Contudo, o casamento foi infeliz. Jorge nunca aceitou a morte de Carlota e Feodora não tinha o temperamento necessário para a vida que era esperado levar. Não tinha talentos intelectuais nem artísticos e, pior que tudo, não tinha qualquer interesse em adquiri-los. Apesar disso, Jorge tentou educá-la visto que tinha uma grande paixão pelas artes, especialmente por teatro. A mãe de Feodora apoiou-o, dizendo que era "muito sensível da parte dele fazer com que a sua noiva esteja ocupada com aulas, ter aulas de desenho e ouvir palestras sobre história."  Contudo, Jorge não demorou muito tempo a perceber que Feodora nunca seria tão sagaz e inteligente como Carlota. Após a morte do seu terceiro filho, Feodora passou a passar o menor tempo possível em Meiningen. Em 1866 Jorge tornou-se duque de Meiningen, tornando-a sua consorte.
Feodora contraiu febre escarlate em Janeiro de 1872, vindo a morrer no mês seguinte. Apesar das muitas diferenças que existiam entre eles, Jorge tinha gostado muito dela e quando ficou doente, ficou genuinamente preocupado, enviando telegramas aos pais dela duas vezes por dia.

### Terceiro

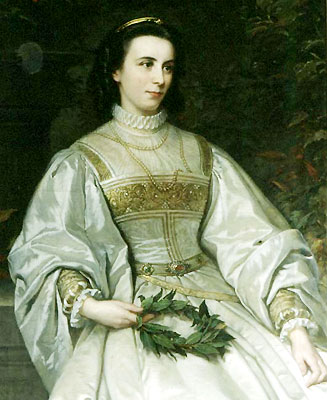
Ellen Franz.

Em terceiro lugar, Jorge casou-se de forma desigual em Liebenstein, no dia 18 de Março de 1873 com Ellen Franz, uma antiga actriz que recebeu o seu próprio título, baronesa von Holdburg, pouco antes do casamento.
O casamento foi morganático e enfureceu muito o kaiser Guilherme. Jorge, por seu lado, passou a ser cada vez mais defensivo e zangava-se com qualquer pessoa que não reconhecesse a sua esposa e a trata-se como sua igual. A maioria dos alemães apoiava a decisão de Jorge em casar-se, mas Guilherme estava particularmente desconcertado porque a primeira esposa de Jorge era parente da sua. Guilherme não era o único que se opunha a este casamento: o pai de Jorge, o ex-duque Bernardo também ficou ofendido e ameaçou que iria apelar directamente à população do ducado, pensando erradamente que estes partilhariam da sua opinião. Os oficiais e ministros de Saxe-Meiningen também se opuseram ao casamento. Muitos acabaram por se demitir e as suas esposas insultavam Ellen abertamente. O exercito também se recusava a saudá-la, enfurecendo ainda mais o duque Jorge que enviou um emissário a Berlim para se queixar a Guilherme. O kaiser ordenou que todos os oficiais deveriam saudar Ellen no futuro como baronesa von Holdburg.
O casal não teve filhos. Muito amados pelo seu povo, Ellen e Jorge criaram e desenvolveram o Teatro de Meiningen.

## Relação com o teatro

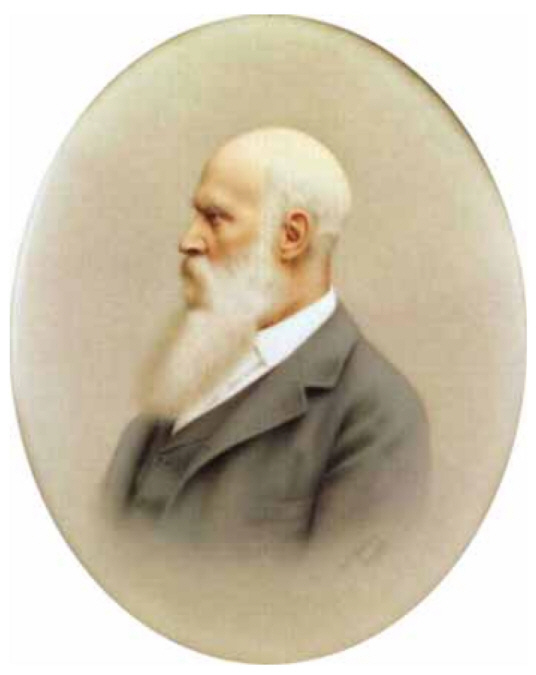
Jorge II por Julius Greiner.

### Trupe de Meiningen
Após a Guerra Franco-Prussiana, Jorge dedicou-se por completo ao teatro. Foi um dos maiores intelectuais entre a alta nobreza durante o segundo império alemão e é particularmente conhecido por ter desenvolvido a Trupe de Meiningen, usando o teatro da sua corte. Recorrendo aos seus conhecimentos de arte e história e ao seu talento no desenho, Jorge criou trajes, cenários e propriedades correctas. Além do mais, também coreografou grandes cenas que espantavam multidões por toda a Europa. O duque a sua trupe viajaram por toda a Europa extensivamente e tiveram um efeito profundo na produção teatral do continente. Não há dúvida de que, com o Realismo, a figura do encenador tornou-se numa entidade separada, alguém com olho para supervisionar, alguém responsável pelo conceito geral, pela interpretação, estilo e pormenores da produção teatral. A Trupe de Meiningen teve as suas origens no final da década de 1830, sob a direcção de Jorge II e de Ludwig Chronegk e evoluiu para uma companhia teatral sem directores teatrais nem o sistema das grandes estrelas. Era um sistema que assentava em actuações e produções realistas, unificadas e bem desenvolvidas. A trupe, que começou por actuar no teatro da corte, mas depois fez digressões a partir de 1874, recorria a pesquisas detalhadas de pessoas, locais, guarda-roupas e cenários, juntamente com cenas altamente coreografadas tanto a nível individual como do grupo, para criar uma produção que era esteticamente coesa e realística.
Num artigo para o Deutsche Bühne, o duque sublinhou os princípios que seguia para dirigir uma peça de teatro, sendo que o mais importante era a criação de uma Imagem de Palco (o efeito pictórico criado pela síntese dos actores com o cenário e os adereços), a precisão histórica, um estilo de actuação que recorria a gestos exactos e imitação vocal, a utilização de roupas autênticas do período e o recurso a uma orquestração em grupo com um planeamento preciso e a direcção de todas as cenas em grupo.
O objectivo inicial da Trupe de Meiningenera criar, no contexto de um grupo, uma precisão história da mise en scene. A companhia teatral de Meiningen tentou criar a ilusão de um espaço natural dentro dos limites do palco. O duque Jorge preocupava-se principalmente com a criação de uma atmosfera ilusória, onde o actor conseguisse estabelecer ou recriar autenticidade no seu desempenho. Chronegk e o duque prepararam esboços e diagramas que mostravam como os actores deviam caminhar e movimentar-se com o guarda-roupa da época para conseguir um sentimento de autenticidade no palco. As produções de Meiningen influenciaram dramaturgos como Henrik Ibsen, actores como Henry Irving e encenadores como Antoine e Stanislavsky
As convenções do realismo para Meiningen parecem ter criado os meios através dos quais um artista teatral consegue criar a ilusão da vida do dia-a-dia. Viram que a arte devia copiar a ciência, representando a vida "tal como ela é", sem comentários directos, interpretações e o edifício estrutural da peça bem feita. O duque acreditada que era possível mostrar uma realidade fiel à vida no palco através de um estudo cuidadoso da peça e mostrando esse estudo no movimento em palco, na sua composição e no seu negócio. O seu maior contributo para o palco não foram apenas os cenários e roupas realistas, mas a forma como tentou utilizar e integrar os actores como parte da mise en scene. O uso do guarda-roupa não afectou apenas a representação histórica correcta, mas influenciou também o desempenho e estilo dos actores, num estilo que se integrava com outros elementos. O duque exigia que os actores estivessem presentes em quase todos os ensaios e trabalhava de perto com eles, inclusivamente com os figurantes das cenas em grupo. Tanto os figurantes como os actores principais deviam estudar tanto a sua personagem como os eventos que eram representados no palco. Jorge era conhecido pela sua excelente visão e memória e trabalhava muitas vezes sem blocos de notas nem guiões, confiando unicamente na sua memória . Uma vez que a trupe fez várias digressões entre 1874 e 1890, teve grande influência no mundo do teatro e muitos consideram-no o primeiro encenador moderno do mundo do teatro.

## Últimos anos
Nos seus últimos anos, Jorge sofreu de surdez e retirou-se da vida pública. Passou a dedicar-se à caça e a viajar e coleccionava antiguidades e manuscritos. Morreu no dia 25 de Junho de 1914 e foi sucedido pelo seu filho Bernardo.

## Genealogia
| Jorge II, Duque de Saxe-Meiningen | Pai: Bernardo II, Duque de Saxe-Meiningen | Avô paterno: Jorge I, Duque de Saxe-Meiningen     | Bisavô paterno: António Ulrico, Duque de Saxe-Meiningen             |
| Jorge II, Duque de Saxe-Meiningen | Pai: Bernardo II, Duque de Saxe-Meiningen | Avô paterno: Jorge I, Duque de Saxe-Meiningen     | Bisavó paterna: Carlota Amália de Hesse-Philippsthal                |
| Jorge II, Duque de Saxe-Meiningen | Pai: Bernardo II, Duque de Saxe-Meiningen | Avó paterna: Luísa Leonor de Hohenlohe-Langenburg | Bisavô paterno: Cristiano Alberto, Príncipe de Hohenlohe-Langenburg |
| Jorge II, Duque de Saxe-Meiningen | Pai: Bernardo II, Duque de Saxe-Meiningen | Avó paterna: Luísa Leonor de Hohenlohe-Langenburg | Bisavó paterna: Carolina de Stolberg-Gedern                         |
| Jorge II, Duque de Saxe-Meiningen | Mãe: Maria Frederica de Hesse-Cassel      | Avô materno: Guilherme II, Eleitor de Hesse       | Bisavô materno: Guilherme I, Eleitor de Hesse                       |
| Jorge II, Duque de Saxe-Meiningen | Mãe: Maria Frederica de Hesse-Cassel      | Avô materno: Guilherme II, Eleitor de Hesse       | Bisavó materna: Guilhermina Carolina da Dinamarca                   |
| Jorge II, Duque de Saxe-Meiningen | Mãe: Maria Frederica de Hesse-Cassel      | Avó materna: Augusta da Prússia                   | Bisavô materno: Frederico Guilherme II da Prússia                   |
| Jorge II, Duque de Saxe-Meiningen | Mãe: Maria Frederica de Hesse-Cassel      | Avó materna: Augusta da Prússia                   | Bisavó materna: Frederica Luísa de Hesse-Darmstadt                  |